# Corophium laevicorne
Corophium laevicorne is een vlokreeftensoort uit de familie van de Corophiidae. De wetenschappelijke naam van de soort is voor het eerst geldig gepubliceerd in 1880 door Sowinsky.